# Ujungpandan
Ujungpandan is een bestuurslaag in het regentschap Jepara van de provincie Midden-Java, Indonesië. Ujungpandan telt 3062 inwoners (volkstelling 2010).